# سوازنا ميدينا
سوازنا ميدينا (بالإنجليزية: Susana Medina)‏ (31 يناير 1966)؛ روائية إسبانية.